# Nati il 20 agosto
| Questa pagina contiene informazioni ricavate automaticamente dalle voci biografiche con l'ausilio del template Bio e di un bot. L'aggiornamento è periodico e automatico e ricostruisce completamente la pagina. Se manca una persona in questa lista, sei pregato di non aggiungerla, ma accertati piuttosto che la sua voce biografica contenga il template Bio e che i dati anagrafici siano correttamente compilati. Se il template Bio manca, inseriscilo tu stesso o, in alternativa, metti l'avviso {{tmp\|Bio}} che ne segnala la mancanza. Se i dati riportati sono sbagliati, correggi direttamente la voce biografica; le modifiche saranno visibili in questa lista entro pochi giorni. Per chiarimenti vedi il progetto biografie. La lista contiene solo le 1.107 persone che sono citate nell'enciclopedia e per le quali è stato implementato correttamente il template Bio. Pagina aggiornata al 17 ago 2025. |

## XI secolo(1)
- 1086 - Boleslao III di Polonia, duca polacca († 1138)

## XIV secolo(1)
- 1377 - Shah Rukh, sovrano persiano († 1447)

## XV secolo(1)
- 1442 - Ventura Vitoni, architetto italiano († 1522)

## XVI secolo(6)
- 1504 - Uberto Strozzi, letterato italiano († 1553)
- 1517 - Antoine Perrenot de Granvelle, cardinale e arcivescovo cattolico francese († 1586)
- 1518 - Isabella di Castiglia, nobildonna spagnola († 1537)
- 1561 - Jacopo Peri, compositore, organista e tenore italiano († 1633)
- 1586 - Filippo Niccolini, marchese italiano († 1666)
- 1597 - Girolamo Grimaldi-Cavalleroni, cardinale e arcivescovo cattolico italiano († 1685)

## XVII secolo(22)
- 1605 - Adriaen Brouwer, pittore fiammingo († 1638)
- 1608 - Louis Jacob de Saint Charles, religioso francese († 1670)
- 1613 - Baccio Aldobrandini, cardinale italiano († 1665)
- 1613 - Elisabetta Sofia di Meclemburgo-Güstrow, nobildonna e compositrice tedesca († 1676)
- 1625 - Thomas Corneille, drammaturgo francese († 1709)
- 1628 - Ferdinando Leopoldo Del Migliore, storico, letterato e falsario italiano († 1696)
- 1628 - Emanuele Filiberto di Savoia-Carignano, principe († 1709)
- 1630 - Maria van Oosterwijck, pittrice olandese († 1693)
- 1645 - Ercole Visconti, arcivescovo cattolico e diplomatico italiano († 1712)
- 1649 - Teresa del Po, pittrice, incisore e miniaturista italiana († 1713)
- 1655 - Carlo Antonio Grue, ceramista italiano († 1723)
- 1659 - Henry Every, pirata inglese
- 1663 - Amalia von Königsmarck, nobile, pittrice e attrice teatrale svedese († 1740)
- 1664 - János Pálffy, generale austriaco († 1751)
- 1668 - Domenico Lazzarini, umanista, filologo e presbitero italiano († 1734)
- 1670 - Pierre Vigne, presbitero francese († 1740)
- 1671 - Qamar-ud-din Khan, Asaf Jah I, principe indiano († 1748)
- 1674 - Cristiano Carlo di Schleswig-Holstein-Sonderburg-Plön-Norburg, militare tedesco († 1706)
- 1685 - Farrukh Siyar, sovrano († 1719)
- 1694 - Cristiana Carlotta di Württemberg-Winnental, principessa tedesca († 1729)
- 1695 - Maria Luisa Elisabetta di Borbone-Orléans, nobile francese († 1719)
- 1696 - Giosia I di Waldeck-Bergheim, nobile († 1763)

## XVIII secolo(49)
- 1701 - Domenico Luigi Valeri, architetto e pittore italiano († 1770)
- 1702 - Gennaro Carmignano, vescovo cattolico italiano († 1770)
- 1706 - Johann Baptist von Thurn und Taxis, vescovo cattolico tedesco († 1762)
- 1710 - Thomas Simpson, matematico britannico († 1761)
- 1710 - Giuseppe Vignoli, vescovo cattolico italiano († 1782)
- 1719 - François-Gaston de Lévis, generale francese († 1787)
- 1719 - Christian Mayer, astronomo e gesuita ceco († 1783)
- 1720 - Bernard de Bury, clavicembalista e compositore francese († 1785)
- 1727 - Carolina Ernestina di Erbach-Schönberg, nobile tedesca († 1796)
- 1730 - Paul Henri Mallet, storico svizzero († 1807)
- 1735 - János Szily, vescovo cattolico ungherese († 1799)
- 1737 - Giovanni Battista Ciughi, religioso e storico italiano († 1806)
- 1738 - Charles François Bicquilley, militare, filosofo e matematico francese († 1814)
- 1739 - Ludwig Cavriani, funzionario austriaco († 1799)
- 1741 - Vincenzo Brenna, architetto e pittore svizzero († 1820)
- 1741 - Henry Herbert, I conte di Carnarvon, nobile e politico britannico († 1811)
- 1745 - Giovanni Verri, marinaio, avventuriero e letterato italiano († 1818)
- 1749 - Aleksandr Nikolaevič Radiščev, scrittore russo († 1802)
- 1750 - Massimiliano di Waldburg-Zeil, nobile († 1818)
- 1752 - Federica d'Assia-Darmstadt, principessa tedesca († 1782)
- 1752 - Peter Ochs, avvocato e politico svizzero († 1821)
- 1757 - Federico Carlo di Schleswig-Holstein-Sonderburg-Beck, nobile danese († 1816)
- 1759 - Tommaso Condulmer, ammiraglio italiano († 1823)
- 1759 - Niccolò Contestabile, pittore italiano († 1824)
- 1761 - Giuseppe di Braganza, principe portoghese († 1788)
- 1762 - Francesco Carbone, militare italiano († 1820)
- 1762 - Luigi Pungileoni, letterato, teologo e storico dell'arte italiano († 1844)
- 1763 - Luigi Bozzaotra, politico e patriota italiano († 1799)
- 1764 - Samuel Latham Mitchill, medico, naturalista e politico statunitense († 1831)
- 1766 - Giovanni Rasori, patologo, traduttore e patriota italiano († 1837)
- 1775 - George Tucker, politico e storico statunitense († 1861)
- 1777 - Giustino Fortunato, magistrato e politico italiano († 1862)
- 1778 - Bernardo O'Higgins, generale e politico cileno († 1842)
- 1779 - Jöns Jacob Berzelius, chimico svedese († 1848)
- 1782 - Juliana d'Oyengauzen, nobildonna portoghese († 1864)
- 1783 - Alessandro D'Este, scultore italiano († 1826)
- 1786 - Antonio Gandini, compositore italiano († 1842)
- 1786 - José Joaquín Prieto, generale e politico cileno († 1854)
- 1787 - Jean-Pierre Cortot, scultore francese († 1843)
- 1787 - John Milton Niles, politico statunitense († 1856)
- 1789 - Abbas Mirza, principe persiano († 1833)
- 1790 - Giovanni Francesco Avesani, avvocato, patriota e politico italiano († 1861)
- 1792 - Jakob Ignaz Hittorff, architetto e archeologo francese († 1867)
- 1795 - Panfilo De Riseis, politico italiano († 1883)
- 1795 - Giovanni Battista Schiapparelli, chimico e farmacista italiano († 1863)
- 1798 - Armand Jacques Leroy de Saint-Arnaud, generale francese († 1854)
- 1799 - James Prinsep, numismatico, orientalista e chimico inglese († 1840)
- 1800 - Bernhard Heine, medico tedesco († 1846)
- 1800 - Aleksander Izenschmid de Milbitz, militare e patriota polacco († 1883)

## XIX secolo(176)
- 1801 - Francesco Stabile, compositore italiano († 1860)
- 1802 - Federico Guglielmo d'Assia, sovrano tedesco († 1875)
- 1805 - Charles Saubert de Larcy, politico francese († 1882)
- 1806 - Archibald Acheson, III conte di Gosford, nobile e politico irlandese († 1864)
- 1806 - Luigi Genina, politico italiano († 1876)
- 1807 - Angelo Sismonda, fisico e geologo italiano († 1878)
- 1807 - Charles Roach Smith, antiquario, numismatico e archeologo britannico († 1890)
- 1808 - Joseph de Riquet de Caraman, diplomatico e imprenditore belga († 1886)
- 1811 - Ludwig von Fautz, ammiraglio austriaco († 1880)
- 1813 - Diodato Pallieri, politico italiano († 1892)
- 1814 - Raffaele Piria, chimico italiano († 1865)
- 1816 - Giulio Camuzzoni, politico e avvocato italiano († 1897)
- 1817 - Georges Cloué, militare e politico francese († 1889)
- 1817 - Jacques Louis Durand, operaio e politico francese († 1871)
- 1817 - Cölestin Josef Ganglbauer, cardinale, arcivescovo cattolico e abate austriaco († 1889)
- 1817 - Giambattista Scala, mercante e diplomatico italiano († 1876)
- 1818 - John Ball, politico, naturalista e alpinista irlandese († 1889)
- 1818 - Sarah Hopkins Bradford, scrittrice e storica statunitense († 1912)
- 1818 - William Compton, IV marchese di Northampton, ammiraglio inglese († 1897)
- 1818 - Giuseppe Ghio, generale italiano († 1875)
- 1819 - Raffaele Castorani, medico e patriota italiano († 1887)
- 1819 - Giuseppe Gallone di Nociglia, imprenditore e politico italiano († 1898)
- 1819 - Andrew J. Grayson, artista e ornitologo statunitense († 1869)
- 1823 - Achille Errani, tenore italiano († 1897)
- 1824 - Thomas Carney, politico statunitense († 1888)
- 1827 - Charles De Coster, scrittore belga († 1879)
- 1827 - Josef Strauss, compositore e direttore d'orchestra austriaco († 1870)
- 1830 - Gerhard vom Rath, mineralogista e geologo tedesco († 1888)
- 1831 - Eduard Suess, geologo austriaco († 1914)
- 1832 - Raffaele Maturi, medico e letterato italiano († 1910)
- 1833 - Benjamin Harrison, politico statunitense († 1901)
- 1833 - Vasile Pogor, poeta e politico rumeno († 1906)
- 1834 - Karl Załuski von Zaluskie, diplomatico, orientalista e linguista polacco († 1919)
- 1837 - Friedrich Setz, architetto e ingegnere austriaco († 1907)
- 1839 - Ettore De Ruggiero, storico e filologo italiano († 1926)
- 1840 - Rodolfo Manganaro, politico italiano († 1893)
- 1840 - Rocco Bruno Murizzi, scultore italiano († 1918)
- 1842 - Betsy Baker, supercentenaria britannica († 1955)
- 1843 - Nicolò Marini, cardinale italiano († 1923)
- 1843 - Christina Nilsson, soprano svedese († 1921)
- 1844 - Fredericus Anna Jentink, zoologo olandese († 1913)
- 1844 - Mutsu Munemitsu, politico e diplomatico giapponese († 1897)
- 1845 - Alberto Chmielowski, religioso polacco († 1916)
- 1846 - Eugenio di Württemberg, ufficiale tedesco († 1877)
- 1846 - Carolina Ferni, violinista e cantante lirica italiana († 1926)
- 1846 - Carl Langenbuch, chirurgo tedesco († 1901)
- 1846 - Claudio Leigheb, attore teatrale italiano († 1903)
- 1847 - Bolesław Prus, scrittore e giornalista polacco († 1912)
- 1848 - Sebastiano Martinelli, cardinale italiano († 1918)
- 1849 - Joseph Aubert, pittore francese († 1924)
- 1849 - Charles Hubbard, arciere statunitense († 1923)
- 1849 - Rita Sangalli, ballerina italiana († 1909)
- 1851 - Abraham Berge, politico norvegese († 1936)
- 1851 - Ruthven Deane, ornitologo statunitense († 1934)
- 1852 - Antonino Borzì, botanico e micologo italiano († 1921)
- 1854 - Riccardo Bianchi, ingegnere e dirigente d'azienda italiano († 1936)
- 1854 - Paul Schlenther, critico teatrale, regista teatrale e drammaturgo tedesco († 1916)
- 1855 - Innokentij Fëdorovič Annenskij, poeta, traduttore e critico letterario russo († 1909)
- 1856 - Jakub Bart-Ćišinski, poeta, drammaturgo e presbitero tedesco († 1909)
- 1857 - Ernest Bickham Sweet-Escott, diplomatico britannico († 1941)
- 1858 - Richard Cummings, attore statunitense († 1938)
- 1858 - Joseph Delattre, pittore francese († 1912)
- 1858 - Omar al-Mukhtar, imam e guerrigliero libico († 1931)
- 1859 - Giovanni Grosoli, imprenditore e politico italiano († 1937)
- 1860 - Minnie Lou Crosthwaite, insegnante statunitense († 1937)
- 1860 - Raymond Poincaré, politico francese († 1934)
- 1862 - Lee Carleton, golfista statunitense († 1921)
- 1862 - Paul Stäckel, matematico tedesco († 1919)
- 1863 - Enrico Falaschi, politico italiano († 1929)
- 1863 - Henry Fatio, banchiere svizzero († 1930)
- 1863 - Corrado Segre, matematico italiano († 1924)
- 1864 - Angelo Angeli, chimico italiano († 1931)
- 1864 - Ion I. C. Brătianu, politico rumeno († 1927)
- 1864 - Custode Marcucci, liutaio italiano († 1951)
- 1864 - Luigi Savignoni, archeologo italiano († 1918)
- 1865 - René Thomas, tiratore a segno francese († 1925)
- 1866 - Italia Vitaliani, attrice teatrale italiana († 1938)
- 1867 - Giovanni Brunetti, giurista italiano († 1935)
- 1867 - Richard Schorr, astronomo tedesco († 1951)
- 1868 - Luigi Forino, musicista, violoncellista e compositore italiano († 1936)
- 1868 - Ellen Roosevelt, tennista statunitense († 1954)
- 1869 - Pasquale Masciantonio, politico italiano († 1923)
- 1870 - Giulio Bechi, ufficiale e scrittore italiano († 1917)
- 1871 - Sybil St Clair-Erskine, nobildonna inglese († 1910)
- 1872 - Henry Ernest Atkins, scacchista britannico († 1955)
- 1872 - Petras Pranciskus Būčys, vescovo cattolico lituano († 1951)
- 1872 - Charles Corkran, generale inglese († 1939)
- 1872 - Vincenzo Manzini, giurista italiano († 1957)
- 1873 - Raffaele Lombardi Satriani, etnologo italiano († 1966)
- 1873 - Eliel Saarinen, architetto finlandese († 1950)
- 1873 - Luigi Martino Spolverini, pediatra e politico italiano († 1965)
- 1873 - Milton Whitehurst, lottatore statunitense († 1953)
- 1874 - Riccardo Balsamo Crivelli, poeta italiano († 1938)
- 1874 - Melchiade Gabba, generale e politico italiano († 1952)
- 1874 - Joseph Klausner, storico israeliano († 1958)
- 1874 - George O'Connor, cantante e avvocato statunitense († 1946)
- 1875 - Luigi Bigiarelli, atleta e dirigente sportivo italiano († 1908)
- 1875 - Saul Cernichovskij, poeta russo († 1943)
- 1876 - Antonio Trapani Lombardo, politico italiano († 1958)
- 1877 - Ned Maddrell, mannese († 1974)
- 1877 - Rodolfo Mondolfo, filosofo italiano († 1976)
- 1877 - Jovan Skerlić, scrittore e critico letterario serbo († 1914)
- 1878 - Neri Farina Cini, imprenditore e politico italiano († 1967)
- 1878 - Adolfo Levi, filosofo italiano († 1948)
- 1878 - Maria Assunta Pallotta, religiosa italiana († 1905)
- 1878 - William Twaits, calciatore canadese († 1941)
- 1879 - Carlo Geloso, generale italiano († 1957)
- 1879 - Gustaf Lewenhaupt, cavaliere svedese († 1962)
- 1879 - Robert William Seton-Watson, storico britannico († 1951)
- 1879 - Agostino Signorini, politico italiano († 1928)
- 1879 - Alf Swahn, tiratore a segno svedese († 1931)
- 1880 - Ida Dalser, italiana († 1937)
- 1880 - Barsanofio Pasquale Marsella, storico e presbitero italiano († 1973)
- 1880 - Gaspare Moretto, religioso e missionario italiano († 1924)
- 1880 - Ismail di Kelantan, sovrano malese († 1944)
- 1881 - Bindo Giacomo Caletti, politico italiano († 1971)
- 1881 - Aleksander Hellat, politico e diplomatico estone († 1943)
- 1882 - Enrico Toti, patriota, marinaio e inventore italiano († 1916)
- 1883 - Paolo Ferrario, militare italiano († 1916)
- 1883 - Austin Tappan Wright, giurista e scrittore statunitense († 1931)
- 1884 - Luigi Bennani, avvocato e politico italiano († 1978)
- 1884 - Rudolf Bultmann, teologo tedesco († 1976)
- 1884 - Fred Kelsey, attore, regista e sceneggiatore statunitense († 1961)
- 1884 - Omeljan Kovč, presbitero ucraino († 1944)
- 1884 - Magnus Wegelius, tiratore a segno e ginnasta finlandese († 1936)
- 1885 - Dino Campana, poeta italiano († 1932)
- 1885 - Roberto Cessi, storico e politico italiano († 1969)
- 1885 - Geremia Lunardelli, imprenditore italiano († 1962)
- 1886 - Ève Francis, attrice e regista francese († 1980)
- 1886 - Paul Tillich, teologo tedesco († 1965)
- 1886 - Sergio Tofano, attore, regista e fumettista italiano († 1973)
- 1886 - Arnold Watson Hutton, calciatore argentino († 1951)
- 1887 - Merritt Giffin, discobolo statunitense († 1911)
- 1887 - Georgij Vernadskij, storico russo († 1973)
- 1888 - Eric Blom, lessicografo, musicologo e critico musicale svizzero († 1959)
- 1888 - Enzo Fusco, cantante e chitarrista italiano
- 1888 - Kiichiro Higuchi, generale giapponese († 1970)
- 1888 - Muhammad Husayn Haykal, scrittore egiziano († 1956)
- 1888 - Tôn Đức Thắng, politico vietnamita († 1980)
- 1888 - Harry Welfare, calciatore e allenatore di calcio inglese († 1966)
- 1889 - Cora Coralina, poetessa e scrittrice brasiliana († 1985)
- 1890 - Emilio Betti, giurista e storico italiano († 1968)
- 1890 - Cees ten Cate, calciatore olandese († 1972)
- 1890 - Giovanni Grion, militare e patriota italiano († 1916)
- 1890 - H.P. Lovecraft, scrittore, poeta e critico letterario statunitense († 1937)
- 1891 - Carlo Corna, calciatore e allenatore di calcio italiano († 1964)
- 1891 - Shizo Kanakuri, maratoneta giapponese († 1983)
- 1891 - Richard Sloley, calciatore inglese († 1946)
- 1892 - Fernando Schiavetti, politico e giornalista italiano († 1970)
- 1893 - Piero Pieri, storico italiano († 1979)
- 1893 - Renzo Ravenna, avvocato e politico italiano († 1961)
- 1893 - Breda Šček, compositrice slovena († 1968)
- 1894 - Tecla Scarano, attrice italiana († 1978)
- 1894 - Josef Straßberger, sollevatore tedesco († 1950)
- 1895 - Giuseppe Lecchi, liutaio italiano († 1967)
- 1895 - Käthe Leichter, economista, attivista e politica austriaca († 1942)
- 1896 - Pasquale Lugini, politico italiano († 1947)
- 1896 - Giuseppe Pagano, architetto e fotografo italiano († 1945)
- 1896 - Mirei Shigemori, architetto del paesaggio, storico e saggista giapponese († 1975)
- 1897 - Ernst-Günther Baade, generale tedesco († 1945)
- 1897 - Marguerite Courtot, attrice statunitense († 1986)
- 1897 - Bernard H. Hyman, produttore cinematografico statunitense († 1942)
- 1897 - Tarjei Vesaas, scrittore norvegese († 1970)
- 1898 - Paola Bologna, tennista italiana († 1960)
- 1898 - Leopold Infeld, fisico polacco († 1968)
- 1898 - Roberto Larraz, schermidore argentino († 1978)
- 1898 - Vilhelm Moberg, scrittore, drammaturgo e giornalista svedese († 1973)
- 1898 - Julius Schaub, generale tedesco († 1967)
- 1899 - Salomon Bochner, matematico polacco († 1982)
- 1899 - Charlotte Boyle, nuotatrice statunitense († 1990)
- 1899 - Alfonso Di Pasquale, pittore italiano († 1987)
- 1899 - Leszek Lubicz-Nycz, schermidore polacco († 1939)
- 1899 - Piero Martinella, calciatore italiano
- 1899 - Alfredo Ravenna, rabbino italiano († 1981)
- 1900 - Alberto Riva Villa Santa, militare italiano († 1918)
- 1900 - Gregorio Sciltian, pittore, costumista e illustratore russo († 1985)

## XX secolo(823)
- 1901 - János Nehadoma, calciatore e allenatore di calcio ungherese
- 1901 - Salvatore Quasimodo, poeta e traduttore italiano († 1968)
- 1902 - Christian Bérard, pittore e scenografo francese († 1949)
- 1902 - Maria De Unterrichter Jervolino, pedagogista, insegnante e politica italiana († 1975)
- 1904 - Harry Burgess, calciatore inglese († 1957)
- 1904 - Les Harrison, allenatore di pallacanestro e dirigente sportivo statunitense († 1997)
- 1904 - Joginder Sen, principe, politico e diplomatico indiano († 1986)
- 1904 - Violet Radcliffe, attrice statunitense († 1965)
- 1904 - Judikje Simons, ginnasta olandese († 1943)
- 1905 - Mikio Naruse, regista, sceneggiatore e produttore cinematografico giapponese († 1969)
- 1905 - Jack Teagarden, trombonista e cantante statunitense († 1964)
- 1905 - Hans Vinjarengen, sciatore nordico norvegese († 1984)
- 1906 - Charles Arnt, attore statunitense († 1990)
- 1906 - Hans Aumeier, militare tedesco († 1948)
- 1906 - Bunny Austin, tennista britannico († 2000)
- 1907 - Anatole Fistoulari, direttore d'orchestra russo († 1995)
- 1907 - Alan Reed, attore e doppiatore statunitense († 1977)
- 1907 - Lurene Tuttle, attrice statunitense († 1986)
- 1908 - Giuseppe Bolognesi, calciatore italiano († 1990)
- 1908 - Kingsley Davis, sociologo statunitense († 1997)
- 1908 - Al López, giocatore di baseball e allenatore di baseball statunitense († 2005)
- 1908 - Mario Ricciardi, politico italiano († 1952)
- 1908 - Werner Rothmaler, botanico tedesco († 1962)
- 1908 - Anatolij Vlasov, fisico russo († 1975)
- 1909 - Enrico Carpitelli, allenatore di calcio italiano
- 1909 - Beattie Feathers, giocatore di football americano statunitense († 1979)
- 1909 - Martin Hansen, scrittore danese († 1955)
- 1909 - William Lindsay Gresham, scrittore statunitense († 1962)
- 1909 - Cesare Luporini, filosofo, storico della filosofia e politico italiano († 1993)
- 1909 - André Morell, attore britannico († 1978)
- 1909 - Ol'ga Nikolaevna Rubcova, scacchista sovietica († 1994)
- 1909 - Martti Uosikkinen, ginnasta finlandese († 1940)
- 1909 - Konrad von Wangenheim, cavaliere tedesco († 1953)
- 1909 - Montgomery Wilson, pattinatore artistico su ghiaccio canadese († 1964)
- 1910 - Enzo Carli, storico dell'arte e funzionario italiano († 1999)
- 1910 - Nicola Ferrara, calciatore italiano
- 1910 - Tommaso Leonetti, nobile, politico e funzionario italiano († 1975)
- 1910 - Jurij Sergeevič Pobedonoscev, regista sovietico († 1990)
- 1910 - Eero Saarinen, architetto e designer finlandese († 1961)
- 1910 - Mariano Trombetta, politico italiano († 1984)
- 1911 - Robert Cohu, cestista francese († 2011)
- 1911 - Jean Deyrolle, pittore francese († 1967)
- 1911 - Ernesto Finelli, calciatore italiano
- 1911 - Karl Frenzel, militare tedesco († 1996)
- 1911 - Augusto Manzo, pallonista italiano († 1982)
- 1912 - Felice Mina, scultore e medaglista italiano († 1976)
- 1912 - Niyazi, direttore d'orchestra e compositore sovietico († 1984)
- 1913 - Norma Bruni, cantante italiana († 1971)
- 1913 - Marta Husemann, attrice e attivista tedesca († 1960)
- 1913 - Roger Sperry, neuroscienziato statunitense († 1994)
- 1914 - Ezio Battistella, politico italiano († 1980)
- 1914 - Sven Bergqvist, calciatore e hockeista su ghiaccio svedese († 1996)
- 1914 - Colin MacInnes, scrittore e giornalista britannico († 1976)
- 1914 - Santiago Massini, schermidore argentino († 2003)
- 1915 - Hans Quest, attore e regista tedesco († 1997)
- 1915 - Umberto Romanini, calciatore italiano
- 1915 - Lino Paolo Suppressa, pittore italiano († 2003)
- 1916 - Bernard Archard, attore britannico († 2008)
- 1916 - Angelo Pavone, militare italiano († 1941)
- 1916 - Paul Felix Schmidt, scacchista e chimico estone († 1984)
- 1916 - Richard Stücklen, politico tedesco († 2002)
- 1917 - Elliot Forbes, musicologo e direttore d'orchestra statunitense († 2006)
- 1917 - Geert Holvast, poliziotto olandese († 1992)
- 1918 - Bruno Corelli, attore italiano († 1983)
- 1918 - Jacqueline Susann, scrittrice e attrice statunitense († 1974)
- 1919 - Adamantios Androutsopoulos, politico greco († 2000)
- 1919 - Walter Bernstein, regista e sceneggiatore statunitense († 2021)
- 1919 - Luigi Chiodi, allenatore di calcio e calciatore italiano († 1985)
- 1919 - Silvio Curto, egittologo italiano († 2015)
- 1919 - Iginio Rogger, presbitero e storico italiano († 2014)
- 1920 - Aldo Bertoluzza, storico italiano († 2007)
- 1920 - Alberto Gallo, calciatore argentino
- 1920 - Arrigo Guerci, militare, aviatore e partigiano italiano († 1944)
- 1920 - John Hargis, cestista statunitense († 1986)
- 1920 - Wanda Sciaccaluga, ballerina e attrice italiana († 2001)
- 1920 - Vincentas Sladkevičius, cardinale e arcivescovo cattolico lituano († 2000)
- 1920 - István Szívós, pallanuotista e allenatore di pallanuoto ungherese († 1992)
- 1921 - Ursula Marvin, geologa statunitense († 2018)
- 1921 - Giuliano Cozzani, partigiano italiano († 2021)
- 1921 - Kees Krijgh, calciatore olandese († 2007)
- 1921 - Salvador Monzó, calciatore spagnolo († 1985)
- 1921 - Leo Picchi, calciatore, cestista e dirigente sportivo italiano († 2005)
- 1921 - Bolesław Pylak, arcivescovo cattolico polacco († 2019)
- 1922 - Tetsuzo Akutsu, medico giapponese († 2007)
- 1922 - Bogdan Bogdanović, architetto e politico serbo († 2010)
- 1922 - Jean Calogero, pittore italiano († 2001)
- 1922 - Franco Ferri, partigiano e politico italiano († 1993)
- 1922 - Lionel Kochan, storico, giornalista e editore britannico († 2005)
- 1923 - Giorgio Albertazzi, attore e regista teatrale italiano († 2016)
- 1923 - Tom M. Apostol, matematico e saggista statunitense († 2016)
- 1923 - Ziba Ganieva, militare sovietica († 2010)
- 1923 - Gastone Geron, giornalista, critico teatrale e scrittore italiano († 2012)
- 1923 - Jim Reeves, cantante statunitense († 1964)
- 1924 - Charley Fusari, pugile italiano († 1985)
- 1924 - Bob Norris, cestista britannico († 2018)
- 1925 - Cesare Amici, politico italiano († 2003)
- 1925 - Henning Larsen, architetto danese († 2013)
- 1926 - Giulio Confalonieri, grafico italiano († 2008)
- 1926 - Hocine Aït Ahmed, politico berbero († 2015)
- 1926 - Frank Rosolino, trombonista statunitense († 1978)
- 1926 - Warren Westlund, canottiere statunitense († 1992)
- 1927 - John Boardman, archeologo e storico dell'arte britannico († 2024)
- 1927 - Anne Edwards, scrittrice statunitense († 2024)
- 1927 - Yootha Joyce, attrice britannica († 1980)
- 1927 - Ambrus Nagy, schermidore ungherese († 1991)
- 1927 - Peter Oakley, youtuber britannico († 2014)
- 1927 - Jimmy Raney, chitarrista statunitense († 1995)
- 1927 - John Rauch, giocatore di football americano e allenatore di football americano statunitense († 2008)
- 1928 - Mirella Bandini, storica e critica d'arte italiana († 2009)
- 1928 - Adriano Garsia, matematico italiano († 2024)
- 1928 - Theodor Kotulla, regista polacco († 2001)
- 1928 - Piet Kraak, calciatore olandese († 1984)
- 1928 - Monteiro da Costa, calciatore e allenatore di calcio portoghese († 1984)
- 1928 - Liliana Tagliaferri, ex velocista italiana
- 1928 - José Villar Fernández, allenatore di calcio e calciatore spagnolo († 2007)
- 1929 - Leonard Barden, scacchista e giornalista britannico
- 1929 - Candiano Barranco, calciatore italiano
- 1929 - Buddy Van Horn, stuntman, regista e attore statunitense († 2021)
- 1930 - Mario Bernardi, direttore d'orchestra e pianista canadese († 2013)
- 1930 - Nicole Le Douarin, biologa francese
- 1930 - Jan Olszewski, avvocato polacco († 2019)
- 1930 - Maria Pacini Fazzi, editrice italiana († 2024)
- 1930 - Walter Valdi, cantautore, cabarettista e attore italiano († 2003)
- 1931 - Bernd e Hilla Becher, artista e fotografo tedesco († 2007)
- 1931 - Alain Goraguer, compositore, arrangiatore e pianista francese († 2023)
- 1931 - Don King, dirigente sportivo e imprenditore statunitense
- 1932 - Anthony Ainley, attore britannico († 2004)
- 1932 - Giuseppe Annese, scrittore italiano († 1979)
- 1932 - Mihai Constantinescu, regista e sceneggiatore romeno
- 1932 - Giovanni Manzella, calciatore italiano († 2010)
- 1932 - Leonid Spirin, marciatore sovietico († 1982)
- 1932 - Peter Wegner, informatico russo († 2017)
- 1933 - Costanzo Balleri, allenatore di calcio e calciatore italiano († 2017)
- 1933 - Antonio Bodrito, politico e dirigente d'azienda italiano († 1974)
- 1933 - Paolo Ficalora, imprenditore italiano († 1992)
- 1933 - Sihugo Green, cestista statunitense († 1980)
- 1933 - Bernardino Alvaro Jovannitti, politico italiano († 2012)
- 1934 - Bobby Blackwood, calciatore scozzese († 1997)
- 1934 - Anna Maria Guarnieri, attrice italiana
- 1934 - Sneaky Pete Kleinow, musicista e compositore statunitense († 2007)
- 1934 - Armi Kuusela, modella finlandese
- 1934 - Loo Hor-kuay, cestista taiwanese († 2009)
- 1934 - Sam Panopoulos, cuoco e imprenditore greco († 2017)
- 1934 - Fredy Perlman, scrittore e editore ceco († 1985)
- 1934 - Rodri, ex calciatore spagnolo
- 1935 - Gérard Fossoud, calciatore francese († 2019)
- 1935 - Ron Paul, politico statunitense
- 1935 - David Ruelle, matematico e fisico belga
- 1935 - Dulcie September, attivista sudafricana († 1988)
- 1936 - Míriam Colón, attrice portoricana († 2017)
- 1936 - Carla Fracci, ballerina italiana († 2021)
- 1936 - Antonio María Rouco Varela, cardinale e arcivescovo cattolico spagnolo
- 1936 - Hideki Shirakawa, chimico giapponese
- 1936 - Luigi Sidoti, politico italiano
- 1936 - Andrzej Zieliński, velocista polacco († 2021)
- 1937 - Nicola Arena, mafioso italiano († 2022)
- 1937 - Stelvio Cipriani, musicista e compositore italiano († 2018)
- 1937 - Dave Kocourek, giocatore di football americano statunitense († 2013)
- 1937 - Andrej Končalovskij, regista, sceneggiatore e produttore cinematografico sovietico
- 1937 - Bobby Smith, cestista e allenatore di pallacanestro statunitense († 2020)
- 1937 - Georg Thoma, ex combinatista nordico tedesco
- 1938 - Jacqueline Andere, attrice messicana
- 1938 - Jean-Loup Chrétien, astronauta francese
- 1938 - Cosimo Cinieri, attore, drammaturgo e regista italiano († 2019)
- 1938 - Vladïmïr Lïsïcın, calciatore sovietico († 1971)
- 1938 - Danos Lygizos, attore greco († 2015)
- 1938 - Georgina Parkinson, ballerina britannica († 2009)
- 1938 - Richard E. Young, biologo statunitense
- 1939 - James Hartle, fisico statunitense († 2023)
- 1939 - Maria Laura Mainetti, religiosa e educatrice italiana († 2000)
- 1939 - Calogero Mannino, politico italiano
- 1939 - Joachim Pierzyna, ex calciatore polacco
- 1939 - Fernando Poe Jr., attore, regista e politico filippino († 2004)
- 1939 - Enrico Rava, trombettista, compositore e scrittore italiano
- 1939 - Dieter Schickling, musicologo tedesco († 2023)
- 1940 - Claudio Baiocchi, matematico italiano († 2020)
- 1940 - Gary Collins, ex giocatore di football americano statunitense
- 1940 - Fabio Bernardo D'Onorio, arcivescovo cattolico italiano
- 1940 - Luciano Gottardo, generale italiano
- 1940 - Rubén Hinojosa, politico statunitense
- 1940 - Rajendra Pachauri, economista e ingegnere indiano († 2020)
- 1940 - José Rives, ex calciatore spagnolo
- 1940 - Gisaburō Sugii, animatore e regista giapponese
- 1941 - Francesco Borrelli, carabiniere italiano († 1982)
- 1941 - Dave Brock, cantante e chitarrista britannico
- 1941 - Piergiuseppe Caporale, giornalista, critico musicale e autore televisivo italiano († 2020)
- 1941 - Jacques Cheminade, politico e imprenditore argentino
- 1941 - John Cooksey, politico statunitense († 2022)
- 1941 - Vito De Grisantis, vescovo cattolico italiano († 2010)
- 1941 - Anne Evans, soprano e insegnante britannica
- 1941 - Gherardo Hercolani Fava Simonetti, nobile e religioso italiano
- 1941 - Stefano Iacoponi, ingegnere italiano
- 1941 - Slobodan Milošević, politico serbo († 2006)
- 1941 - Stevan Ostojić, allenatore di calcio e calciatore jugoslavo († 2022)
- 1941 - Roberto Primavera, scacchista italiano
- 1941 - Jo Ramírez, dirigente sportivo messicano
- 1941 - Gianfrancesco Siazzu, generale italiano
- 1941 - Marian Szeja, calciatore polacco († 2015)
- 1942 - Jean Baeza, calciatore francese († 2011)
- 1942 - Bruno Concina, fumettista e scrittore italiano († 2010)
- 1942 - Alison Des Forges, storica e attivista statunitense († 2009)
- 1942 - Isaac Hayes, cantante, compositore e attore statunitense († 2008)
- 1942 - Bernardo Hernández Villaseñor, ex calciatore messicano
- 1942 - Hannelore Hoger, attrice tedesca († 2024)
- 1942 - Bernd Kannenberg, marciatore tedesco († 2021)
- 1942 - Hans-Joachim Klein, ex nuotatore tedesco occidentale
- 1942 - Petr Kment, lottatore cecoslovacco († 2013)
- 1942 - Jacquelyn Mayer, ex modella statunitense
- 1942 - Gilbert Moses, regista statunitense († 1995)
- 1942 - Göran Nicklasson, calciatore svedese († 2018)
- 1942 - Anthony Numkena, attore statunitense
- 1942 - Aldo Strada, ex calciatore italiano
- 1943 - Tonino Lasconi, presbitero, scrittore e giornalista italiano
- 1943 - Alain Libolt, attore francese
- 1943 - Domenico Lucente, imprenditore, dirigente pubblico e politico italiano († 2022)
- 1943 - Sylvester McCoy, attore scozzese
- 1943 - Willy Molco, giornalista, paroliere e scrittore italiano († 2002)
- 1944 - Leendert van Dis, ex canottiere olandese
- 1944 - Sergio Fintoni, direttore artistico e saggista italiano
- 1944 - Rajiv Gandhi, politico indiano († 1991)
- 1944 - Don Hansen, ex giocatore di football americano statunitense
- 1944 - Salvatore Inzerillo, mafioso italiano († 1981)
- 1944 - Dušan Kabát, calciatore cecoslovacco († 2022)
- 1944 - Angelo Licheri, italiano († 2021)
- 1944 - Fausta Morganti, politica e insegnante sammarinese († 2021)
- 1944 - Joseph Trần Xuân Tiếu, vescovo cattolico vietnamita († 2025)
- 1945 - Kent Anderson, scrittore e sceneggiatore statunitense
- 1945 - Giuliano Barbolini, politico italiano
- 1945 - Bernard Dubourg, scrittore francese († 1992)
- 1945 - Cristian Gațu, ex pallamanista e dirigente sportivo rumeno
- 1945 - Jürgen Heinrich, attore, regista e doppiatore tedesco
- 1945 - Sylvie Richterová, scrittrice, poetessa e pedagogista ceca
- 1945 - Licia Toriser, ex cestista italiana
- 1946 - Vojtěch Cikrle, vescovo cattolico ceco
- 1946 - Ian Clarke, batterista britannico
- 1946 - Laurent Fabius, politico francese
- 1946 - Yechiel Hameiri, ex calciatore israeliano
- 1946 - Ralf Hütter, musicista tedesco
- 1946 - Luciano Zanardello, ex calciatore italiano
- 1947 - Alan Lee, illustratore e pittore inglese
- 1947 - James Pankow, trombonista e arrangiatore statunitense
- 1947 - Boris Vasil'evič Tokarev, attore e regista sovietico
- 1947 - José Wilker, attore e regista brasiliano († 2014)
- 1947 - Ray Wise, attore statunitense
- 1948 - Ricardo De Rienzo, calciatore argentino († 2013)
- 1948 - Kiyomi Katō, ex lottatore giapponese
- 1948 - Cees van Kooten, allenatore di calcio e calciatore olandese († 2015)
- 1948 - N.R. Narayana Murthy, imprenditore indiano
- 1948 - John Noble, attore australiano
- 1948 - Mauro Palma, matematico e giurista italiano
- 1948 - Robert Plant, cantautore, musicista e compositore britannico
- 1948 - Bernhard Russi, dirigente sportivo e ex sciatore alpino svizzero
- 1948 - Hansjörg Schlager, sciatore alpino tedesco († 2004)
- 1949 - Angelo Foletto, critico musicale, musicologo e archivista italiano
- 1949 - Giovanna Grignaffini, politica, storica del cinema e filosofa italiana († 2024)
- 1949 - Stewart Houston, allenatore di calcio e ex calciatore scozzese
- 1949 - Nikolaj Ivanov, canottiere sovietico († 2012)
- 1949 - Patrick Kilpatrick, attore statunitense
- 1949 - Philip Lynott, bassista, cantante e chitarrista irlandese († 1986)
- 1949 - Kevin Sullivan, politico statunitense
- 1950 - Petra Kandarr, velocista tedesca († 2017)
- 1950 - Mita Medici, cantante, attrice e soubrette italiana
- 1950 - Isaia Sales, saggista e politico italiano
- 1950 - William Suff, assassino seriale statunitense
- 1951 - Peter Barakan, conduttore televisivo inglese
- 1951 - Greg Bear, autore di fantascienza statunitense († 2022)
- 1951 - Marcel Dadi, chitarrista francese († 1996)
- 1951 - Alessandro Guzzi, pittore e scrittore italiano
- 1951 - Victorin Lurel, politico francese
- 1951 - André Nzapayeké, politico centrafricano
- 1951 - Tomasz Peta, arcivescovo cattolico polacco
- 1952 - John Clayton, contrabbassista statunitense
- 1952 - Doug Fieger, cantante statunitense († 2010)
- 1952 - John Hiatt, cantautore, pianista e chitarrista statunitense
- 1952 - Denis Milar, ex calciatore uruguaiano
- 1952 - Giōrgos Pantziaras, ex calciatore cipriota
- 1952 - Didier Schaub, critico d'arte francese († 2014)
- 1952 - Marco Sofianopulo, compositore e direttore d'orchestra italiano († 2014)
- 1952 - Sergej Čemezov, manager, militare e politico russo
- 1953 - Eugenio Baresi, antiquario e politico italiano
- 1953 - Fong Fei-Fei, cantante taiwanese († 2012)
- 1953 - Abdelmajid Dolmy, calciatore marocchino († 2017)
- 1953 - Kazimierz Gurda, vescovo cattolico polacco
- 1953 - Peter Horton, attore, regista e sceneggiatore statunitense
- 1953 - Wolfgang Kraus, ex calciatore tedesco
- 1953 - Romeo Sacchetti, ex cestista e allenatore di pallacanestro italiano
- 1953 - Terry Thomas, cestista statunitense († 1998)
- 1954 - Peter Bischof, ex canoista tedesco
- 1954 - Quinn Buckner, ex cestista e allenatore di pallacanestro statunitense
- 1954 - Laura Delli Colli, giornalista e scrittrice italiana
- 1954 - Noboru Nagao, ex calciatore giapponese
- 1954 - Al Roker, annunciatore televisivo, attore e giornalista statunitense
- 1954 - Federico Testa, politico italiano
- 1955 - Jay Acovone, attore statunitense
- 1955 - Bobby Álvarez, ex cestista portoricano
- 1955 - Agnes Chan, cantante, attrice e scrittrice cinese
- 1955 - Claire Devers, regista e sceneggiatrice francese
- 1955 - Edmund Overend, ex mountain biker statunitense
- 1955 - Giangiacomo Schiavi, giornalista e scrittore italiano
- 1955 - Luis Alberto Urrea, scrittore statunitense
- 1956 - Joan Allen, attrice statunitense
- 1956 - Michele Boldrin, economista italiano
- 1956 - Riccardo Bruni, insegnante italiano († 2023)
- 1956 - Ray Epps, ex cestista statunitense
- 1956 - Jeff Moore, ex giocatore di football americano statunitense
- 1956 - Manuel Nin, vescovo cattolico spagnolo
- 1956 - Roberto Regazzi, liutaio italiano
- 1956 - Augusto Santos Silva, politico portoghese
- 1956 - Dragan Čović, politico bosniaco
- 1957 - Oscar Arizaga, calciatore peruviano († 2023)
- 1957 - Giovanni Checchinato, arcivescovo cattolico italiano
- 1957 - Mike Dodd, ex giocatore di beach volley e ex pallavolista statunitense
- 1957 - Simon Donaldson, matematico britannico
- 1957 - Tuna Dwek, attrice, traduttrice e scrittrice brasiliana
- 1957 - Abbi Fisher, ex sciatrice alpina statunitense
- 1957 - Stefania Giacarelli, doppiatrice italiana
- 1957 - Mary Stavin, modella, attrice e cantante svedese
- 1958 - Arnd Bauerkämper, storico tedesco
- 1958 - Nigel Dodds, avvocato e politico britannico
- 1958 - Furio Honsell, matematico e politico italiano
- 1958 - Brian Levine, ex tennista sudafricano
- 1958 - Carmelo Miceli, allenatore di calcio e ex calciatore italiano
- 1958 - Marius Müller, cantante norvegese († 1999)
- 1958 - David O. Russell, regista e sceneggiatore statunitense
- 1958 - Melitta Sollmann, ex slittinista tedesca orientale
- 1958 - Tomatito, chitarrista spagnolo
- 1959 - Jana Menclová, ex cestista cecoslovacca
- 1959 - Gibo Perlotto, scultore italiano
- 1959 - Ignazio Zullo, politico italiano
- 1960 - Kajgal-ool Chovalyg, cantante russo
- 1960 - Mario Coll, ex calciatore colombiano
- 1960 - Tomáš Fleissner, ex pentatleta cecoslovacco
- 1960 - Marco Impiglia, storico, scrittore e giornalista italiano
- 1960 - Giuseppe Pelle, mafioso italiano
- 1960 - Fred Reynolds, ex cestista statunitense
- 1961 - Ugo De Vita, scrittore e attore italiano
- 1961 - Stjepan Deverić, allenatore di calcio e ex calciatore jugoslavo
- 1961 - Bonaventure Djonkep, allenatore di calcio e ex calciatore camerunese
- 1961 - Ivano Edalini, ex sciatore alpino italiano
- 1961 - Greg Egan, scrittore di fantascienza australiano
- 1961 - Linda Manz, attrice statunitense († 2020)
- 1961 - Steve McMahon, ex calciatore e allenatore di calcio inglese
- 1961 - Martha Medeiros, giornalista e scrittrice brasiliana
- 1961 - Manuel Merino, politico e agronomo peruviano
- 1961 - Plamen Nikolov, ex calciatore bulgaro
- 1961 - Vito Orlando, giornalista e dirigente sportivo italiano
- 1961 - James Rollins, scrittore statunitense
- 1961 - Brad Schneider, politico statunitense
- 1962 - Sophie Aldred, attrice britannica
- 1962 - Fathi Bashagha, politico e ex militare libico
- 1962 - Geoffrey Blake, attore statunitense
- 1962 - Salvatore Camporeale, generale italiano
- 1962 - Steve Daines, politico statunitense
- 1962 - Rajko Lotrič, ex saltatore con gli sci jugoslavo
- 1962 - James Marsters, attore, cantante e chitarrista statunitense
- 1962 - Brigitte Nansoz, ex sciatrice alpina svizzera
- 1962 - Vittorio Pavesio, fumettista e editore italiano
- 1962 - Ken Ruettgers, ex giocatore di football americano statunitense
- 1962 - Carlos Tapia, ex calciatore argentino
- 1962 - Jon Unzaga, ex ciclista su strada spagnolo
- 1962 - Willie White, ex cestista statunitense
- 1963 - Graham Benstead, allenatore di calcio e ex calciatore inglese
- 1963 - Patrick Drahi, imprenditore francese
- 1963 - Valerij Dudin, ex slittinista sovietico
- 1963 - Riccardo Ferri, dirigente sportivo, allenatore di calcio e ex calciatore italiano
- 1963 - Mariano Machì, militare italiano
- 1963 - Pascal Plancque, allenatore di calcio, dirigente sportivo e ex calciatore francese
- 1963 - Rudolf Straeuli, ex rugbista a 15 e allenatore di rugby a 15 sudafricano
- 1963 - Stefano Tomasini, ex ciclista su strada italiano
- 1963 - Justina Vail, attrice britannica
- 1963 - Wang Jun, ex cestista cinese
- 1963 - Robert Warzycha, ex calciatore e allenatore di calcio polacco
- 1964 - Markus Flanagan, attore statunitense
- 1964 - Giuseppe Giannini, dirigente sportivo, allenatore di calcio e ex calciatore italiano
- 1964 - Klodeta Gjini, ex altista albanese
- 1964 - Adriana Pereira, ex nuotatrice brasiliana
- 1964 - Tori, ex wrestler e ex culturista statunitense
- 1964 - Franco Vona, ex ciclista su strada e dirigente sportivo italiano
- 1964 - Antoni Zdravkov, allenatore di calcio e ex calciatore bulgaro
- 1965 - Antoine Camilleri, arcivescovo cattolico e diplomatico maltese
- 1965 - Paolo Celata, giornalista italiano
- 1965 - Ali Dia, ex calciatore senegalese
- 1965 - Markus Gandler, ex fondista austriaco
- 1965 - Elena Guerrero, ex cestista dominicana
- 1965 - KRS-One, rapper, attivista e writer statunitense
- 1965 - Moses Tanui, ex mezzofondista e maratoneta keniota
- 1966 - Wubetu Abate, allenatore di calcio e ex calciatore etiope
- 1966 - Kathy Castor, politica e avvocato statunitense
- 1966 - Colin Cunningham, attore statunitense
- 1966 - Dimebag Darrell, chitarrista statunitense († 2004)
- 1966 - Paolo Genovese, regista e sceneggiatore italiano
- 1966 - Courtney Gibbs, modella statunitense
- 1966 - Alberto Juzdado, ex maratoneta spagnolo
- 1966 - Enrico Letta, politico italiano
- 1966 - Mark Levin, regista e sceneggiatore statunitense
- 1966 - Kenneth Malitoli, allenatore di calcio e ex calciatore zambiano
- 1966 - Diana Palijska, ex canoista bulgara
- 1966 - David Rees Snell, attore statunitense
- 1966 - Svetlana Zabolueva, ex cestista russa
- 1967 - Ray Alder, cantante statunitense
- 1967 - Ivan Gamberini, ex calciatore italiano
- 1967 - Ricky Grace, ex cestista statunitense
- 1967 - Etgar Keret, scrittore, attore e regista israeliano
- 1967 - Øystein Slettemark, ex biatleta e ex fondista danese
- 1968 - Brett Angell, ex calciatore inglese
- 1968 - Abdelatif Benazzi, ex rugbista a 15 marocchino
- 1968 - Ørjan Berg, ex calciatore norvegese
- 1968 - Sandy Brondello, ex cestista e allenatrice di pallacanestro australiana
- 1968 - Guy Hendrix Dyas, scenografo britannico
- 1968 - Elvira Evangelista, politica italiana
- 1968 - Patrick Evenepoel, ex ciclista su strada belga
- 1968 - Klas Ingesson, calciatore e allenatore di calcio svedese († 2014)
- 1968 - Luís Henrique, ex calciatore brasiliano
- 1968 - Heitor Martinez Mello, attore brasiliano
- 1968 - Luisella Milani, ex pallavolista italiana
- 1968 - Gabriel Miranda, ex calciatore venezuelano
- 1968 - Yuri Shiratori, doppiatrice e cantante giapponese
- 1968 - Elena Välbe, dirigente sportiva russa
- 1969 - Ariel Beltramo, ex calciatore argentino
- 1969 - Danilo Dončić, calciatore e allenatore di calcio serbo († 2024)
- 1969 - Martin Dougiamas, educatore e informatico australiano
- 1969 - Billy Gardell, attore e comico statunitense
- 1969 - André Kiesewetter, ex saltatore con gli sci tedesco
- 1969 - Giorgia Lepore, scrittrice e archeologa italiana
- 1969 - Ma Jian, ex cestista cinese
- 1969 - Aldo Monza, allenatore di calcio e ex calciatore italiano
- 1969 - Nico Stumpo, politico italiano
- 1969 - Alvise Zago, ex calciatore italiano
- 1970 - Celso Ayala, allenatore di calcio e ex calciatore paraguaiano
- 1970 - Fernando Batista, allenatore di calcio e ex calciatore argentino
- 1970 - Alain Bédé, ex calciatore ivoriano
- 1970 - Els Callens, ex tennista belga
- 1970 - Fred Durst, cantante e rapper statunitense
- 1970 - Danijela Ilić, ex cestista e allenatrice di pallacanestro jugoslava
- 1970 - Ove Jørstad, calciatore norvegese († 2008)
- 1970 - Vladislav Lemiş, calciatore sovietico († 2021)
- 1970 - Michela Marzano, filosofa, scrittrice e politica italiana
- 1970 - Jirō Matsumoto, fumettista giapponese
- 1970 - Oleksandr Pavljuk, generale ucraino
- 1971 - Nenad Bjelica, allenatore di calcio e ex calciatore croato
- 1971 - Rossella Brescia, ballerina, conduttrice televisiva e conduttrice radiofonica italiana
- 1971 - Mike Candys, disc jockey svizzero
- 1971 - Rébecca Dautremer, illustratrice francese
- 1971 - Eduardo Halfon, scrittore guatemalteco
- 1971 - Rikiya Kawamae, ex calciatore giapponese
- 1971 - Juan Marén, ex lottatore cubano
- 1971 - Paolo Monzecchi, ex cestista italiano
- 1971 - Ke Huy Quan, attore vietnamita
- 1971 - Aleksandr Šefer, dirigente sportivo e ex ciclista su strada kazako
- 1971 - Steve Stone, allenatore di calcio e ex calciatore inglese
- 1971 - David Walliams, attore, comico e scrittore britannico
- 1972 - Derrick Alston, allenatore di pallacanestro e ex cestista statunitense
- 1972 - Marco Bonini, attore italiano
- 1972 - Melvin Booker, ex cestista statunitense
- 1972 - Alessandro Chiti, fantino italiano
- 1972 - Eva García Sáenz de Urturi, scrittrice spagnola
- 1972 - Gordana Grubin, ex cestista jugoslava
- 1972 - Olivier Guégan, allenatore di calcio e ex calciatore francese
- 1972 - Chaney Kley, attore statunitense († 2007)
- 1972 - Scott Quinnell, rugbista a 13, rugbista a 15 e giornalista britannico
- 1972 - Pavel Vavilov, ex biatleta russo
- 1973 - Alban Bushi, allenatore di calcio, dirigente sportivo e ex calciatore albanese
- 1973 - Gianluca Caporaso, scrittore italiano
- 1973 - Dong Jiong, ex giocatore di badminton cinese
- 1973 - Scott Goodman, ex nuotatore australiano
- 1973 - Marek Hollý, ex calciatore slovacco
- 1973 - Andrej Nutrichin, ex fondista russo
- 1973 - Park Chul, ex calciatore sudcoreano
- 1973 - Naoko Sawamatsu, ex tennista giapponese
- 1973 - Dragoslava Žakula, ex cestista serba
- 1974 - Amy Adams, attrice statunitense
- 1974 - Misha Collins, attore statunitense
- 1974 - Deborah Gravenstijn, judoka olandese
- 1974 - Marcus Norris, ex cestista statunitense
- 1974 - Szabolcs Sáfár, allenatore di calcio e ex calciatore ungherese
- 1974 - Andy Strachan, batterista australiano
- 1974 - Aneta Szczepańska, ex judoka polacca
- 1974 - Maxim Vengerov, violinista, violista e direttore d'orchestra russo
- 1975 - Arjan Beqaj, allenatore di calcio e ex calciatore albanese
- 1975 - Beatrice Căslaru, nuotatrice rumena
- 1975 - Nina Di Majo, regista, attrice e sceneggiatrice italiana
- 1975 - Chris Fedak, sceneggiatore e produttore televisivo statunitense
- 1975 - Marcelo Miguel Pelissari, ex calciatore brasiliano
- 1975 - Giovanna Volpato, maratoneta italiana
- 1976 - Shereen Bhan, giornalista indiana
- 1976 - Alfredo Cardinale, allenatore di calcio e calciatore italiano
- 1976 - Anaïs Croze, cantante francese
- 1976 - Luis Cuenca, ex cestista messicano
- 1976 - Eleonora Daniele, giornalista e conduttrice televisiva italiana
- 1976 - Andrij Demčenko, allenatore di calcio e ex calciatore ucraino
- 1976 - Johan Driza, ex calciatore albanese
- 1976 - Chris Drury, ex hockeista su ghiaccio statunitense
- 1976 - Cornel Frăsineanu, ex calciatore rumeno
- 1976 - István Gergely, pallanuotista ungherese
- 1976 - Marco Giuliani, attore italiano
- 1977 - Paolo Bianco, allenatore di calcio e ex calciatore italiano
- 1977 - Laura Bispuri, regista e sceneggiatrice italiana
- 1977 - Wayne Brown, allenatore di calcio e ex calciatore inglese
- 1977 - Felipe Contepomi, ex rugbista a 15 e medico argentino
- 1977 - Manuel Contepomi, ex rugbista a 15 argentino
- 1977 - Alf Einar Grimsø, giocatore di calcio a 5 e calciatore norvegese
- 1977 - Ívar Ingimarsson, ex calciatore islandese
- 1977 - Eva Kurfürstová, ex sciatrice alpina ceca
- 1977 - Lil' Cease, rapper statunitense
- 1977 - Henning Stensrud, ex saltatore con gli sci norvegese
- 1977 - Tanja Stupar-Trifunović, scrittrice bosniaca
- 1977 - Harry Tañamor, ex pugile filippino
- 1977 - Isao Yoneda, ex ginnasta giapponese
- 1978 - Vinícius Bacaro, giocatore di calcio a 5 brasiliano
- 1978 - Noah Bean, attore statunitense
- 1978 - Mary Bridget Davies, attrice e cantante statunitense
- 1978 - Mark Leslie, ex calciatore beliziano
- 1978 - Alberto Martín, allenatore di tennis e ex tennista spagnolo
- 1978 - Emir Mkademi, ex calciatore tunisino
- 1978 - Jacek Popek, ex calciatore polacco
- 1978 - Krzysztof Roszyk, allenatore di pallacanestro e ex cestista polacco
- 1978 - Sitapha Savané, ex cestista senegalese
- 1978 - Gábor Vona, politico ungherese
- 1979 - Sarah Borwell, ex tennista britannica
- 1979 - Marco Cortesi, attore, regista e scrittore italiano
- 1979 - Vitalij Kolesnik, hockeista su ghiaccio kazako
- 1979 - Mandy Leach, ex nuotatrice zimbabwese
- 1979 - Stuart Malcolm, ex calciatore scozzese
- 1979 - Johan Markusson, dirigente sportivo e ex hockeista su ghiaccio svedese
- 1979 - Lorenzo Moretti, ex calciatore sammarinese
- 1979 - Alexander Nouri, allenatore di calcio e ex calciatore tedesco
- 1979 - Preston Shumpert, ex cestista statunitense
- 1980 - Ahmed Belal, ex calciatore egiziano
- 1980 - Tania Bertan, ex cestista italiana
- 1980 - Corey Carrier, attore statunitense
- 1980 - Samuel Dumoulin, ex ciclista su strada e dirigente sportivo francese
- 1980 - Leandro Manuel Emede, regista e montatore argentino
- 1980 - Bader Najem, calciatore kuwaitiano
- 1980 - Zheng Zhi, allenatore di calcio e ex calciatore cinese
- 1981 - Ben Barnes, attore britannico
- 1981 - Serhij Danylovs'kyj, ex calciatore ucraino
- 1981 - James Gillingham, ex cestista canadese
- 1981 - Artur Kotenko, calciatore estone
- 1981 - Ali Liebert, attrice e produttrice cinematografica canadese
- 1981 - Bernard Mendy, allenatore di calcio e ex calciatore francese
- 1981 - Roberto Nanni, allenatore di calcio, dirigente sportivo e ex calciatore argentino
- 1981 - Michael Rady, attore statunitense
- 1981 - Byron Saxton, wrestler statunitense
- 1981 - Ibrahima Thiam, ex calciatore senegalese
- 1981 - Sidney Cristiano dos Santos, ex calciatore brasiliano
- 1982 - Muamer Abdulrab, calciatore qatariota († 2021)
- 1982 - Cléber Luis Alberti, ex calciatore brasiliano
- 1982 - Aleksandr Amisulashvili, ex calciatore georgiano
- 1982 - Laura Braga, fumettista e illustratrice italiana
- 1982 - Roal Caesar, ex cestista americo-verginiano
- 1982 - Laura Donnelly, attrice nordirlandese
- 1982 - Angelo Duro, comico, personaggio televisivo e attore italiano
- 1982 - Gad Elbaz, cantante israeliano
- 1982 - Youssouf Hersi, ex calciatore etiope
- 1982 - Joshua Kennedy, ex calciatore australiano
- 1982 - Ekaterina Borisovna Kondaurova, danzatrice russa
- 1982 - Oleksandr Kubrakov, politico ucraino
- 1982 - Masaru Kurotsu, ex calciatore giapponese
- 1982 - Mijaín López, ex lottatore cubano
- 1982 - Saïd Makasi, ex calciatore ruandese
- 1982 - Marcos Antônio Malachias Júnior, ex calciatore brasiliano
- 1982 - Meghan Ory, attrice canadese
- 1982 - Arisa, cantautrice e personaggio televisivo italiana
- 1982 - Morten Ravlo, giocatore di calcio a 5 e ex calciatore norvegese
- 1982 - Boris Špilevskij, ex ciclista su strada russo
- 1983 - Luke Burgess, ex rugbista a 15 australiano
- 1983 - Paulo André Cren Benini, ex calciatore brasiliano
- 1983 - Luis Díaz, pallavolista venezuelano
- 1983 - Gökçe Eyüboğlu, attrice turca
- 1983 - Andrew Garfield, attore britannico
- 1983 - Ryan Kinasewich, allenatore di hockey su ghiaccio e ex hockeista su ghiaccio canadese
- 1983 - Federico Nieto, ex calciatore argentino
- 1983 - Pello Otxandiano, politico e ingegnere spagnolo
- 1983 - Mladen Pelaić, ex calciatore croato
- 1983 - Kenneth Rakvaag, giocatore di calcio a 5, allenatore di calcio a 5 e ex calciatore norvegese
- 1983 - Claudine Schaul, tennista lussemburghese
- 1983 - Apollōn Tsochlas, cestista greco
- 1983 - Raige, rapper italiano
- 1983 - Jurij Žirkov, ex calciatore russo
- 1984 - Aílton Almeida, ex calciatore brasiliano
- 1984 - Patrik Bärtschi, hockeista su ghiaccio svizzero
- 1984 - Carminho, cantante e compositrice portoghese
- 1984 - Bamba Drissa, ex calciatore ivoriano
- 1984 - Sindhura Gadde, modella indiana
- 1984 - Laura Georges, dirigente sportivo e ex calciatrice francese
- 1984 - Jamie Hoffmann, ex giocatore di baseball statunitense
- 1984 - Joaquín Larrivey, calciatore argentino
- 1984 - Liu Jian, calciatore cinese
- 1984 - Mirai Moriyama, attore e ballerino giapponese
- 1984 - Orazio Sciortino, compositore e pianista italiano
- 1984 - Jessica Trisko, modella canadese
- 1985 - Aslı Çakır Alptekin, mezzofondista e siepista turca
- 1985 - Crista Cullen, hockeista su prato britannica
- 1985 - Brant Daugherty, attore statunitense
- 1985 - Valerio Di Benedetto, attore italiano
- 1985 - Thomas Domingo, ex rugbista a 15 francese
- 1985 - Miguel Gomez, attore e rapper colombiano
- 1985 - Casper Jørgensen, ex pistard danese
- 1985 - Andrea Moccia, divulgatore scientifico, youtuber e scrittore italiano
- 1985 - Álvaro Negredo, ex calciatore spagnolo
- 1985 - Mikey Nicholls, wrestler australiano
- 1985 - Michael Shuman, cantautore e polistrumentista statunitense
- 1985 - Umeka Shōji, doppiatrice giapponese
- 1985 - Lisa Thomsen, ex pallavolista tedesca
- 1985 - Stephen Ward, ex calciatore irlandese
- 1986 - Germain Agustien, ex calciatore olandese
- 1986 - Micol Azzurro, showgirl e attrice italiana
- 1986 - Matteo Canavesi, ex cestista italiano
- 1986 - Massimiliano Carlini, calciatore italiano
- 1986 - Letizia Ciampa, doppiatrice e attrice italiana
- 1986 - Shan Foster, ex cestista statunitense
- 1986 - Julien Fouchard, ex ciclista su strada francese
- 1986 - Ignacio García, calciatore boliviano
- 1986 - Damien Gaudin, ex ciclista su strada e pistard francese
- 1986 - Stefan Ivanović, ex cestista e allenatore di pallacanestro montenegrino
- 1986 - Yannick Kocon, pattinatore artistico su ghiaccio francese
- 1986 - Lim Su-jeong, taekwondoka sudcoreana
- 1986 - Luis Alberto Marco, mezzofondista spagnolo
- 1986 - Daniel Martin, ex ciclista su strada irlandese
- 1986 - Emanuele Palamara, regista, sceneggiatore e produttore cinematografico italiano
- 1986 - Manuel Pamić, calciatore croato
- 1986 - Tania Sachdev, scacchista indiana
- 1986 - James Sangala, ex calciatore malawiano
- 1986 - Linus Sebastian, imprenditore e youtuber canadese
- 1986 - Andrew Surman, ex calciatore inglese
- 1987 - Stefan Aigner, ex calciatore tedesco
- 1987 - Lucky Cannon, ex wrestler statunitense
- 1987 - Virginia De Martin Topranin, ex fondista italiana
- 1987 - Anton Aleksandrovič Demčenko, scacchista russo
- 1987 - Gunther, wrestler austriaco
- 1987 - Vedran Janjetović, ex calciatore croato
- 1987 - Leanid Karnienka, ex fondista bielorusso
- 1987 - Justyna Kasprzycka, altista polacca
- 1987 - Egon Kaur, pilota di rally estone
- 1987 - Christine Merrill, ex ostacolista singalese
- 1987 - Kristína Peláková, cantante slovacca
- 1987 - Cătălina Ponor, ex ginnasta rumena
- 1987 - Alexandra Roach, attrice britannica
- 1987 - Simon Shnapir, pattinatore artistico su ghiaccio statunitense
- 1987 - Alsid Tafili, ex calciatore albanese
- 1987 - Tulus, cantante indonesiano
- 1988 - Jerryd Bayless, ex cestista statunitense
- 1988 - Steven Beattie, ex calciatore irlandese
- 1988 - Tramaine Brock, giocatore di football americano statunitense
- 1988 - Joyce Chepkirui, mezzofondista keniota
- 1988 - Fabrizio Falco, attore e regista teatrale italiano
- 1988 - Jacek Jarecki, cestista polacco
- 1988 - Lee Kyu-ro, calciatore sudcoreano
- 1988 - Mark Little, ex calciatore inglese
- 1988 - Pier Filippo Mazza, calciatore sammarinese
- 1988 - Isaac Mpofu, maratoneta zimbabwese
- 1988 - Mario Osuna, calciatore messicano
- 1988 - Nikki SooHoo, attrice statunitense
- 1988 - Gianmarco Soresi, comico e attore statunitense
- 1988 - Bianca Thomas, ex cestista statunitense
- 1989 - Ganbaataryn Odbayar, judoka mongolo
- 1989 - James-Michael Johnson, giocatore di football americano statunitense
- 1989 - Silas Kiplagat, mezzofondista keniota
- 1989 - Elnaz Rekabi, arrampicatrice iraniana
- 1989 - Roser Tapias, attrice e modella spagnola
- 1989 - Judd Trump, giocatore di snooker inglese
- 1989 - Mihai Țurcan, calciatore moldavo
- 1989 - Aricca Vitanza, ex calciatrice statunitense
- 1989 - Ronald Warisan, calciatore papuano
- 1989 - Kelly Weekers, modella olandese
- 1990 - Ashlee Ankudinoff, pistard australiana
- 1990 - Elena Bandini, ex cestista italiana
- 1990 - Nebojša Bastajić, calciatore serbo
- 1990 - Dilara Bilge, pallavolista turca
- 1990 - Marissa Castelli, pattinatrice artistica su ghiaccio statunitense
- 1990 - Macauley Chrisantus, calciatore nigeriano
- 1990 - Davide Dato, danzatore italiano
- 1990 - Venelin Filipov, ex calciatore bulgaro
- 1990 - Kristin Gierisch, triplista tedesca
- 1990 - Anna Green, calciatrice britannica
- 1990 - Leigh Griffiths, calciatore scozzese
- 1990 - Fabian Hackhofer, ex hockeista su ghiaccio italiano
- 1990 - Cássio Horta Magalhães, ex calciatore brasiliano
- 1990 - Shōya Ishige, doppiatore giapponese
- 1990 - Bradley Klahn, ex tennista statunitense
- 1990 - Ranomi Kromowidjojo, ex nuotatrice olandese
- 1990 - Joash Leader, calciatore nevisiano
- 1990 - Ihor Plastun, calciatore ucraino
- 1990 - Marin Premeru, pesista e discobolo croato
- 1990 - Andre Riel, calciatore danese
- 1990 - Jean-Philippe Saïko, calciatore francese
- 1990 - Benjamin Stokke, calciatore norvegese
- 1990 - Lacina Traoré, ex calciatore ivoriano
- 1991 - Luis Almanza, cestista venezuelano
- 1991 - Sonia Asselah, judoka algerina
- 1991 - Emily Chancellor, rugbista a 15 australiana
- 1991 - Hernâni Jorge Santos Fortes, calciatore portoghese
- 1991 - Dejan Glavica, calciatore croato
- 1991 - Jordan Heath, cestista statunitense
- 1991 - Max Hegewald, attore e regista tedesco
- 1991 - Alejandro Hohberg, calciatore peruviano
- 1991 - Cory Joseph, cestista canadese
- 1991 - Arsenij Logašov, ex calciatore russo
- 1991 - Brett McCormick, pilota motociclistico canadese
- 1991 - Federico Pagnini, hockeista su pista italiano
- 1991 - Jules Plisson, rugbista a 15 francese
- 1991 - Juan Daniel Roa, ex calciatore colombiano
- 1991 - Talles Frederico Silva, altista brasiliano
- 1991 - Mario Tičinović, calciatore croato
- 1991 - Alfred Zefi, calciatore albanese
- 1992 - Jaouad Achab, taekwondoka belga
- 1992 - Ezzatollah Akbari, lottatore iraniano
- 1992 - Neslihan Atagül, attrice turca
- 1992 - Neiron Ball, giocatore di football americano statunitense († 2019)
- 1992 - Mauro Cerqueira, calciatore portoghese
- 1992 - Matej Delač, calciatore bosniaco
- 1992 - Dylan Donahue, giocatore di football americano statunitense
- 1992 - Mariano González, attore argentino
- 1992 - Dagnis Iļjins, canoista lettone
- 1992 - Jessica Kuster, cestista statunitense
- 1992 - Demi Lovato, cantautrice e attrice statunitense
- 1992 - Alex Newell, attore e cantante statunitense
- 1992 - Christian Ortiz, calciatore argentino
- 1992 - Andrei Peteleu, calciatore rumeno
- 1992 - Deniss Rakeļs, calciatore lettone
- 1992 - Mai Shiraishi, attrice, modella e cantante giapponese
- 1992 - Callum Skinner, ex pistard britannico
- 1992 - Pieter-Steph du Toit, rugbista a 15 sudafricano
- 1992 - Jaroslav Zelený, calciatore ceco
- 1993 - John Banda, calciatore malawiano
- 1993 - Ding Yanyuhang, cestista cinese
- 1993 - Tsubasa Endō, ex calciatore giapponese
- 1993 - Kevin Itabel, ex calciatore argentino
- 1993 - Mario Jelavić, calciatore croato
- 1993 - Anouska Koster, ciclista su strada olandese
- 1993 - Darko Lemajić, calciatore serbo
- 1993 - Adrián Ortolá, calciatore spagnolo
- 1993 - Ri Il-jin, calciatore nordcoreano
- 1993 - Motasem Sabbou, calciatore libico
- 1993 - Javier Salas, calciatore messicano
- 1993 - Danny Shelton, giocatore di football americano statunitense
- 1993 - Håvard Solås Taugbøl, fondista norvegese
- 1993 - Abraham Tedros, calciatore eritreo
- 1993 - Svenja Würth, combinatista nordica e ex saltatrice con gli sci tedesca
- 1994 - Janine Beckie, calciatrice statunitense
- 1994 - Neil Benjamin, calciatore trinidadiano
- 1994 - Huang Changzhou, lunghista cinese
- 1994 - Ivana Jakubcová, cestista slovacca
- 1994 - Eric Jerez, calciatore argentino
- 1994 - Luc Kassi, calciatore ivoriano
- 1994 - Óscar Valentín, calciatore spagnolo
- 1994 - Baba Mensah, calciatore ghanese
- 1994 - Yassine Ouhdadi, atleta paralimpico marocchino
- 1994 - Jan-Willem van Schip, pistard e ciclista su strada olandese
- 1994 - Rudinilson Silva, calciatore guineense
- 1994 - Erik Thommy, calciatore tedesco
- 1994 - Mitchell Trubisky, giocatore di football americano statunitense
- 1994 - Gabriel Inocêncio, calciatore brasiliano
- 1995 - Anna Danilina, tennista russa
- 1995 - Julian Jordan, disc jockey e produttore discografico olandese
- 1995 - Liana Liberato, attrice statunitense
- 1995 - Luis Manuel Orejuela, calciatore colombiano
- 1995 - Marius Probst, mezzofondista tedesco
- 1995 - Facundo Rodríguez, calciatore uruguaiano
- 1995 - Morris Schröter, calciatore tedesco
- 1995 - Arslan Ash, videogiocatore pakistano
- 1995 - Douglas de Souza, pallavolista brasiliano
- 1996 - Viola Brambilla, calciatrice italiana
- 1996 - Erik Carroll, ex calciatore bahamense
- 1996 - Gianluca Della Rosa, cestista italiano
- 1996 - Angelo Fulgini, calciatore francese
- 1996 - Jin A Kim, judoka nordcoreana
- 1996 - Sophie Kamlish, atleta paralimpica britannica
- 1996 - Stefan Lazarević, cestista serbo
- 1996 - Marko Mrkić, calciatore serbo
- 1996 - Luca Pfeiffer, calciatore tedesco
- 1996 - Antonino Pizzolato, sollevatore italiano
- 1996 - Louise Ringsing, calciatrice danese
- 1996 - Jeff Roberson, cestista statunitense
- 1996 - Mailson Tenorio dos Santos, calciatore brasiliano
- 1996 - Gennaro Tutino, calciatore italiano
- 1996 - Matty Willock, ex calciatore montserratiano
- 1997 - Zach Allen, giocatore di football americano statunitense
- 1997 - Daouda Camara, calciatore guineano
- 1997 - Magnus Christensen, calciatore danese
- 1997 - Godberg Cooper, calciatore italiano
- 1997 - Kenan Fatkič, calciatore sloveno
- 1997 - Reggie Gilliam, giocatore di football americano statunitense
- 1997 - Alain Ipiélé, calciatore congolese (Repubblica del Congo)
- 1997 - Henri Kantonen, cestista finlandese
- 1997 - Vasyl' Kravec', calciatore ucraino
- 1997 - Kaho Minagawa, ginnasta giapponese
- 1997 - Charles Omenihu, giocatore di football americano statunitense
- 1997 - Jean-Marc Pansa, cestista francese
- 1997 - Philippe Rommens, calciatore belga
- 1997 - Thalita Simplício, atleta paralimpica brasiliana
- 1998 - Léo Bolgado, calciatore brasiliano
- 1998 - NoCap, rapper statunitense
- 1998 - Bennet Hundt, cestista tedesco
- 1998 - Kylian Kaïboué, calciatore francese
- 1998 - Lieke Klaver, velocista olandese
- 1998 - Anton Kryvocjuk, calciatore ucraino
- 1998 - Albin Lohikangas, calciatore svedese
- 1998 - Aari McDonald, cestista statunitense
- 1998 - Nicolás Rodríguez, calciatore uruguaiano
- 1998 - Ricardo Velho, calciatore portoghese
- 1998 - Paulo André de Oliveira, velocista brasiliano
- 1999 - Sera Azuma, schermitrice giapponese
- 1999 - Geordie Greep, musicista e cantante britannico
- 1999 - Lisa Gunnarsson, astista svedese
- 1999 - Ilian Iliev, calciatore portoghese
- 1999 - Strahinja Jevremović, giocatore di football americano serbo
- 1999 - Valerija Juz'vjak, ginnasta ucraina
- 1999 - Elvedina Muzaferija, sciatrice alpina bosniaca
- 1999 - Evan N'Dicka, calciatore francese
- 1999 - Patric Pfeiffer, calciatore tedesco
- 1999 - Adil Titi, calciatore togolese
- 1999 - Joe Willock, calciatore inglese
- 1999 - Martín Ortega, calciatore argentino
- 2000 - João Pedro da Silva Freitas, calciatore est-timorese
- 2000 - T'Sharne Gallimore, calciatore anglo-verginiano
- 2000 - Kazuki Masaki, pilota motociclistico giapponese
- 2000 - Pau Miquel, ciclista su strada spagnolo
- 2000 - Omar Mussa, calciatore belga
- 2000 - Jacob Peters, nuotatore britannico
- 2000 - Fatima Ptacek, attrice statunitense
- 2000 - Agustín Pérez, calciatore uruguaiano
- 2000 - Theocharīs Tsiggaras, calciatore greco

## XXI secolo(28)
- 2001 - Joaquín García, calciatore argentino
- 2001 - Liu Huanhua, sollevatore cinese
- 2001 - Rylie Mills, giocatore di football americano statunitense
- 2001 - Irina Rîngaci, lottatrice moldava
- 2001 - Tomoka Sato, nuotatrice artistica giapponese
- 2001 - Lukas Sergnese, pilota di rally spagnolo
- 2001 - Ido Shahar, calciatore israeliano
- 2001 - Boubacar Traoré, calciatore maliano
- 2002 - Tobias Lund Andresen, ciclista su strada e pistard danese
- 2002 - Felix Blohberger, scacchista austriaco
- 2002 - Lilian Egloff, calciatore tedesco
- 2002 - Joshua Liendo, nuotatore canadese
- 2002 - Metodi Maksimov, calciatore macedone
- 2002 - Tommaso Menoncello, rugbista a 15 italiano
- 2002 - Jenny Nowak, combinatista nordica tedesca
- 2002 - Nelson Quiñónes, calciatore colombiano
- 2002 - Jesper Wahlqvist, sciatore alpino norvegese
- 2002 - Raphaël Marc Yapéndé, calciatore centrafricano
- 2003 - Andre Brooks, calciatore inglese
- 2003 - Rodrigo Chagas, calciatore uruguaiano
- 2003 - Gabriele del Belgio, principe belga
- 2003 - Harold Osorio, calciatore salvadoregno
- 2003 - Théo Pourchaire, pilota automobilistico francese
- 2003 - Nikola Šaranović, cestista serbo
- 2003 - Luca Serio, nuotatore italiano
- 2004 - Santiago Silva, calciatore uruguaiano
- 2004 - Nicolò Tresoldi, calciatore italiano
- 2007 - Letizia Saronni, ginnasta italiana